# Cooperstown, North Dakota
Cooperstown är administrativ huvudort i Griggs County i North Dakota. Enligt 2020 års folkräkning hade Cooperstown 983 invånare.